# Église du Sacré-Cœur de Lyon
Pour les articles homonymes, voir Église du Sacré-Cœur.
L'église du Sacré-Cœur est une église inachevée, affectée au culte catholique et située dans le 3e arrondissement de Lyon, à l'angle des rues Turbil et Antoine-Charial. Jusqu'à la construction de l'église actuelle, bâtie entre 1922 et 1934, la seule église du quartier est l'église Sainte-Anne (ou du Sacré-Cœur de Sainte-Anne) elle-même inachevée et détruite en 1939.

## La première église paroissiale

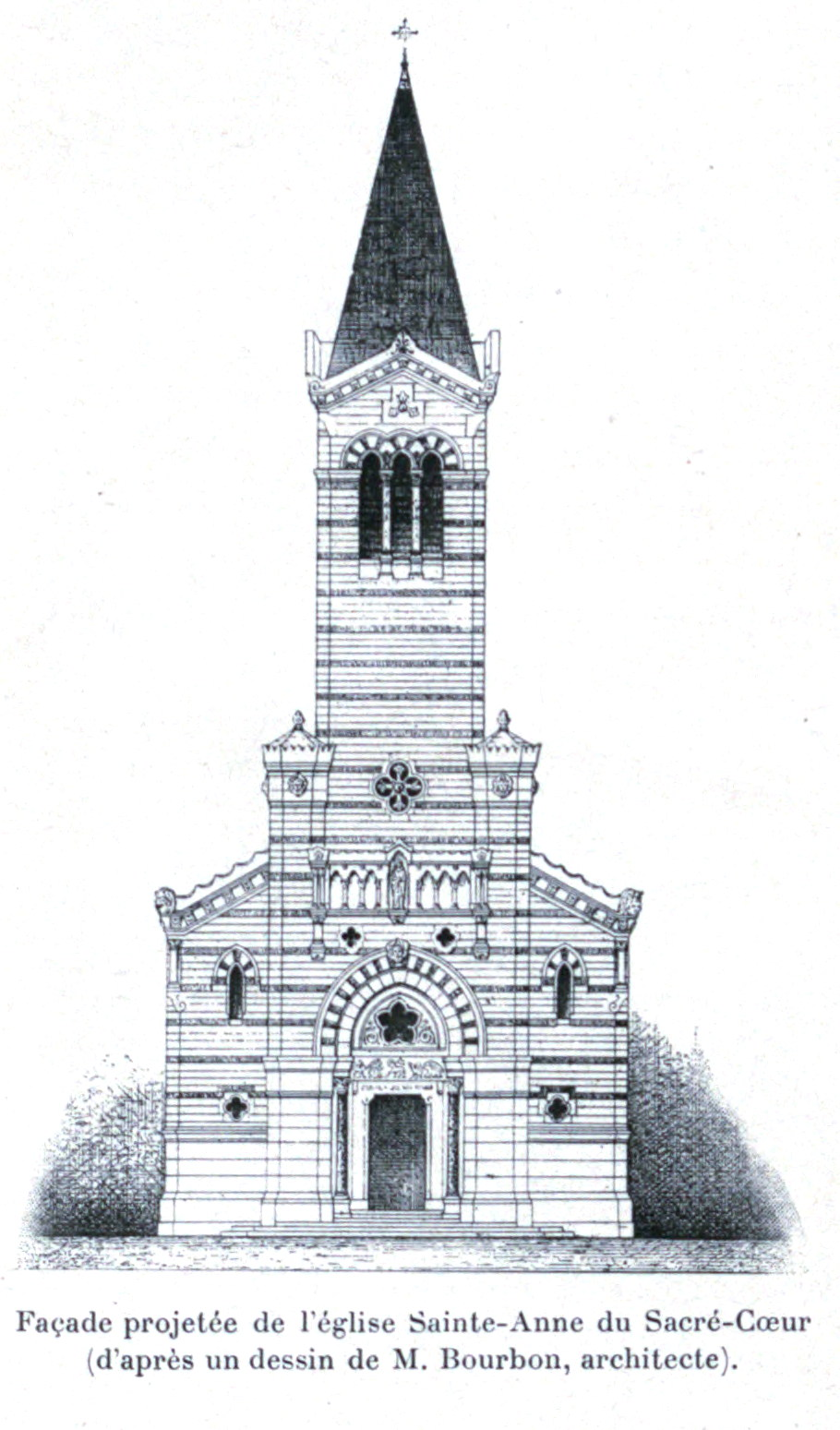
Façade sur les plans d'origine de la première église.

La paroisse est créée par le cardinal de Bonald en 1859 pour prolonger le service des Petites sœurs des pauvres de La Villette. Une fonderie située rue Baraban accueille le premier culte de ce quartier ouvrier et pauvre avant que ne soit acquis auprès de Benoît Turbil un espace de 7 500 mètres carrés. L'architecte Pierre Bossan, qui construira plus tard la basilique Notre-Dame de Fourvière, conçoit les plans de l'église. Mais faute d'argent, la taille et l'ornementation sont moindres qu'à l'église de l’Immaculée Conception qu'il vient d'achever. L'église n'aura jamais son transept, ni le clocher prévue et encore moins de façade. L'église est toutefois consacrée le 20 mai 1865. Inachevée, elle est fermée au culte au 1938 et détruite en 1939. La place Saint-Anne perpétue la mémoire de la première église du quartier.

## L'église actuelle

### Histoire
L'église trouve son origine dans le vœu prononcé par l'Association des Veuves de guerre en 1916. Si la France sort victorieuse de la Grande guerre, elle promettent d'ériger une église votive. Cet élan n'est pas sans rappeler l'origine de la basilique Notre-Dame de Fourvière dont la construction à partir de 1872 est le résultat d'un vœu des lyonnais après que les armées prussiennes ont épargné la ville durant la guerre de 1870.
Ainsi, le vœu est reçu par le cardinal-archevêque de Lyon Meunier. Grâce aux premiers fonds, on acquiert un vaste terrain de 15 000 mètres carrés appartenant aux Hospices Civils de Lyon. L'architecte Paulet conçoit un projet démesuré, inspiré de la Basilique du Sacré-Cœur de Montmartre à Paris. L'édifice, s'il avait été achevé, aurait été la plus vaste église de Lyon après la cathédrale Saint-Jean : 94 mètres de long, 24 mètres de large, trois nefs, un transept large de 45 mètres surmonté d'une coupole de 41 mètres de haut à l'intérieur et de 63 mètres à l'extérieur, ajouté d'un clocher de 42 mètres.
Malheureusement, quand on pose la première pierre en 1922, on doit déjà faire des économies. À la place de la pierre de taille, on utilise de la pierre reconstituée, caractérisée par sa couleur blanche, fournie par l'entreprise Boschetto à Aix-les-Bains.
Le transept est béni le 6 juin 1934 mais faute d'argent, il faut arrêter les travaux qui ne seront jamais repris.
En 1969 l'échec s'impose, la construction ne sera jamais terminée : les deux tiers de la parcelle qui auraient dû abriter la nef sont cédés à la Ville de Lyon et transformés en jardin public.

### Architecture
De style romano-byzantin qui se fit beaucoup pendant l'entre-deux-guerres, bien qu'inachevée, elle a fière allure avec sa façade en extérieur bien centrée sur ses deux piliers surmontés de clochetons, son imposante rosace centrale et son portique faîtier à l'antique.
L'intérieur est d'une parfaite rigueur, sans grande décoration mais avec des piliers portant haut des plafonds en croisées d'ogive. Au fond, une petite chapelle plus intime que la grande nef centrale sert pour de petites cérémonies, baptêmes, confirmations ou même pour la messe compte tenu de la baisse de fréquentation et de la grandeur de l'édifice.

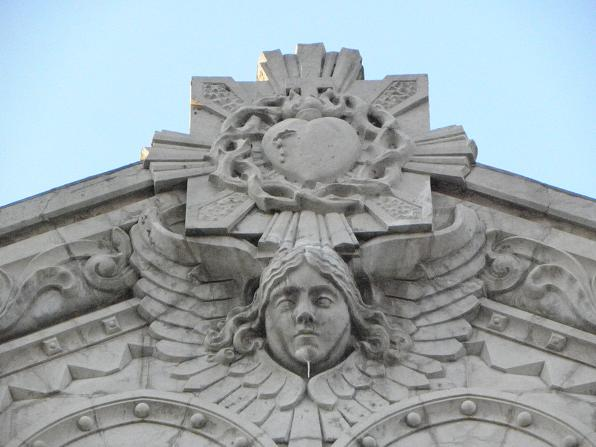
Sculpture faitière de la façade sud
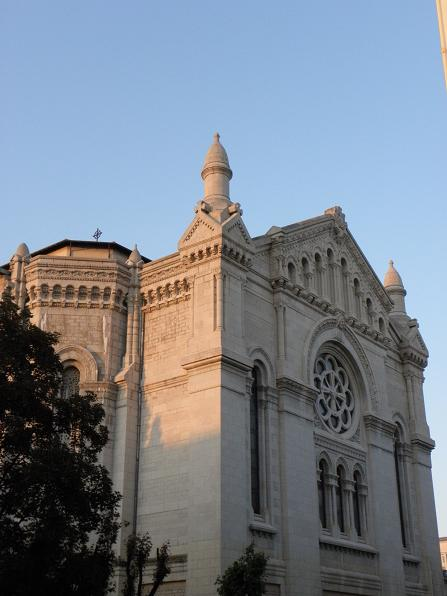
Façade sud de la Basilique
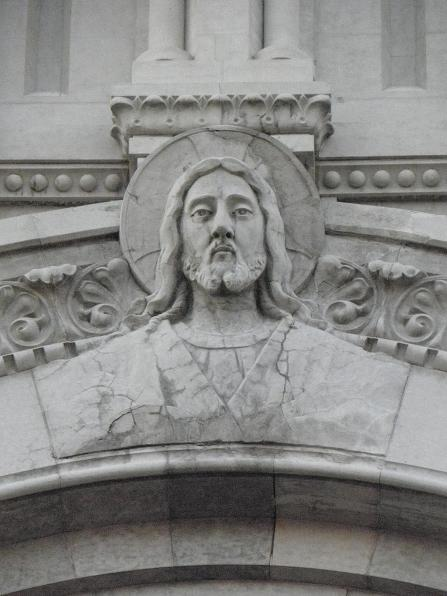
Sculpture du Christ de la façade sud